# バーシュリーFC
バーシュリー・フットボールクラブ（Bashley Football Club）はイングランド、ハンプシャー州、ニューミルトン近郊、バーシュリーを本拠地とするサッカークラブチームである。2012-2013シーズンはサウザンプレミアリーグ・プレミアディヴィジョン（7部相当）に所属。

## タイトル

### 国内タイトル
- サウザンリーグ・ディヴィジョン1（サウス＆ウェスト）:1回

2006-2007
- サウザンリーグ・サウザンディヴィジョン:1回

1989-1990
- ウェセックスリーグ:3回

1986-1987, 1987-1988, 1988-1989
- ハンプシャーリーグ・ディヴィジョン3:1回

1984-1985

### 国際タイトル
- なし

## クラブ各種記録

### リーグ最高順位
- 4位

サウザンリーグプレミアディヴィジョン 1991-1992

### カップ戦
- FAカップ

2回戦敗退 1994-1995
- FAトロフィー

4回戦敗退 2001-2002
- FAヴェイス

準決勝敗退 1987-1988